# Théophile Abega
Théophile Abega M’Bida, pseudonim „Doktor” (ur. 9 lipca 1954 w Nkomo, zm. 15 listopada 2012 w Jaunde) – kameruński piłkarz, występował na pozycji pomocnika.

## Życiorys
Karierę zaczynał w Colombe de Sangmélima. Następnie przeniósł się do Lion de Jaunde, a później do Canonu z tego samego miasta. Odniósł z tym klubem historyczne zwycięstwo nad I. S. Belima z Zairu (dzisiaj Demokratyczna Republika Konga), Zamelkiem Kair z Egiptu, czy Bendelem Insurance, Enugu Rangers i Shooting Stars z Nigerii. Podczas swojego pobytu w Canonie przytrafiła mu się kontuzja kolana, jednak szybko ją wyleczył. Był gwiazdą swojego klubu. W 1984 roku wyjechał do Francji, by reprezentować barwy Toulouse FC. Debiutował tam 21 sierpnia, podczas wygranego 3:0 meczu z Bastią. W 1985 roku przeniósł się do szwajcarskiego Vevey Sports i grał tam przez dwa sezony, po których zakończył karierę piłkarską.
W reprezentacji debiutował w 1976 roku, w meczu z Kongiem. Ma za sobą udział w Mistrzostwach Świata 1982, na których rozegrał wszystkie trzy zremisowane mecze, z Peru (0:0), Polską (0:0) i Włochami (1:1), a jego reprezentacja odpadła z turnieju już w fazie grupowej. Jednak Abega był zdecydowanie najlepszym zawodnikiem „Nieposkromionych Lwów” na tym mundialu. Był także kapitanem podczas Pucharu Narodów Afryki w 1982 roku, pierwszym wygranym w historii Kamerunu. Abega rozegrał w reprezentacji Kamerunu 51 meczów. W 1982 i 1983 Abega został wyróżniony złotą piłką dla najlepszego zawodnika w kraju, a w 1984 roku zdobył złotą piłkę za miano piłkarza roku w Afryce.

## Sukcesy
- Zdobywca afrykańskiej Ligi Mistrzów z Canonem Jaunde: 1978 i 1980.
- Pięciokrotny Mistrz Kamerunu z Canonem Jaunde: 1974, 1977, 1979, 1980 i 1982.
- Pięciokrotny zdobywca Pucharu Kamerunu z Canonem Jaunde: 1975, 1976, 1977, 1978 i 1983.
- Zdobywca Pucharu Zdobywców Pucharów z Canonem Jaunde: 1979.
- Piłkarz roku w kraju: 1982 i 1983.
- Piłkarz roku w Afryce: 1984.
- Zdobywca Pucharu Narodów Afryki: 1984.